# Josip Uhač
Josip Uhač, hrvaški duhovnik, nadškof in apostolski nuncij, * 20. julij 1924, Brseč, † 18. januar 1998, Rim.

## Življenjepis
16. aprila 1949 je prejel duhovniško posvečenje.
23. junija 1970 je bil imenovan za naslovnega nadškofa Tarosa in za apostolskega pronuncija v Pakistanu; 5. septembra istega leta je prejel škofovsko posvečenje.
7. oktobra 1976 je postal apostolski pronuncij v Kamerunu in za apostolskega delegata v Ekvatorialni Gvinerji; 15. januarja 1977 za apostolskega nuncija v Gabonu, 3. junija 1981 za apostolskega pronuncija v Demokratični republiki Kongo in 3. avgusta 1984 za apostolskega nuncija v Nemčiji.
21. junija 1991 je bil imenovan za tajnika Kongregacije za evangalizacijo ljudstev.
Uhač je umrl 18. januarja 1998. Tri dni pred smrtjo so mu sporočili, da bo na naslednjem konzistoriju povišan v kardinala. Konzistorij, ki je bil določen za 21. februar, je bil uradno najavljen le nekaj ur po njegovi smrti.